# Fonction de Volterra
En mathématiques, la fonction de Volterra, qui prend son nom de Vito Volterra, est une fonction réelle V définie sur {\displaystyle \mathbb {R} }, ayant la curieuse combinaison suivante de propriétés :
- V est dérivable partout ;
- la dérivée V' est bornée partout ;
- la dérivée n'est pas Riemann-intégrable.

Les trois premières étapes de la construction.

## Définition et construction
La fonction est définie à partir de l'ensemble de Smith-Volterra-Cantor, qui sera noté ici S, et des « copies » de la fonction {\displaystyle f} définie par {\displaystyle f(x)=x^{2}\sin \left({\frac {1}{x}}\right)} pour {\displaystyle x} ≠ 0 et {\displaystyle f(0)=0}, le but étant de construire une fonction dérivable dont la dérivée est discontinue sur un ensemble de mesure non nulle. Une telle dérivée ne pourra pas être Riemann-intégrable. 
L'ensemble S est une partie fermée de [0,1], de mesure non nulle, d'intérieur vide, sans point isolé. Son complémentaire dans [0,1] est une réunion dénombrable d'intervalles ouverts. On définit la fonction de Volterra de la façon suivante. Elle est nulle sur S. Sur chaque intervalle ouvert {\displaystyle ]a,b[} du complémentaire de S, elle est égale à une fonction dérivable, à dérivée continue, se prolongeant en a et en b en une fonction continue et dérivable, avec {\displaystyle f(a)=f(b)=f'(a)=f'(b)=0}, mais de façon que la dérivée soit discontinue en a et en b. Pour cela, on adapte à l'intervalle {\displaystyle ]a,b[} la construction ci-dessous effectuée, pour simplifier les notations, au cas de l'intervalle ]0,1[ :
- Prendre {\displaystyle f(x)=x^{2}\sin \left({\frac {1}{x}}\right)} pour {\displaystyle x\in ]0,c]}, avec c un réel élément de {\displaystyle ]0,{\frac {1}{2}}]} et tel que {\displaystyle f'(c)=0}.
- Prendre {\displaystyle f(x)=f(c)} sur {\displaystyle [c,{\frac {1}{2}}]}.
- Prendre {\displaystyle f(x)=f(1-x)} sur {\displaystyle [{\frac {1}{2}},1]}.

## Propriétés
Ayant effectué une construction comparable sur chaque intervalle du complémentaire de S, on obtient une fonction V dérivable en tout point de {\displaystyle [0,1]}, et dont la dérivée est discontinue sur S et continue sur son complémentaire.
En effet, la fonction f précédente est dérivable en 0, de dérivée nulle. Mais pour x non nul, on a {\displaystyle f'(x)=2x\sin(1/x)-\cos(1/x)}, ce qui implique que dans tout voisinage de zéro, il y a des points où {\displaystyle f'(x)} prend les valeurs 1 et -1. Ainsi, il y a des points où {\displaystyle V'(x)} prend les valeurs 1 et -1 dans tout voisinage de chaque borne des intervalles retirés lors de la construction de l'ensemble S de Smith-Volterra-Cantor. Ainsi, en tout point de S, V est dérivable, de dérivée nulle, mais {\displaystyle V'(x)} y est discontinue. Cependant, {\displaystyle V'} est continue dans chacun de ces intervalles, donc l'ensemble des points de discontinuités de {\displaystyle V'} est exactement égal à S.
Comme l'ensemble S admet une mesure de Lebesgue strictement positive, cela signifie que {\displaystyle V'} est discontinue sur un ensemble de mesure non nulle, et donc non Riemann-intégrable,.
Notons que si l'on avait mené la même construction sur l'ensemble de Cantor C, on aurait obtenu une fonction avec des propriétés similaires, mais la dérivée aurait été discontinue sur C qui est de mesure nulle, et la fonction obtenue aurait alors eu une dérivée Riemann-intégrable.

## Référence
1. 1 2  (en) R. A. Gordon, The Integrals of Lebesgue, Denjoy, Perron, and Henstock, American Math. Society, 1994 (ISBN 0-8218-3805-9), p. 35-36
2. ↑  (en) R. A. Gordon, The Integrals of Lebesgue, Denjoy, Perron, and Henstock, American Math. Society, 1994 (ISBN 0-8218-3805-9), p. 39
3. ↑  J.-A. Arnaudiès, L'intégrale de Lebesgue sur la droite réelle, Vuivert, 1997 (ISBN 2-7117-8904-7), p. 274